# M5 (штык-нож)
M5 (M5 bayonet) — армейский штык.

## История
Штык-нож был официально принят на вооружение Армией США в 1953 году. По одной из версий во время Корейской войны выяснилось, что предыдущую модель штыка было достаточно трудно примкнуть или отомкнуть в перчатках или варежках, это и послужило причиной смены модели.
После того, как винтовки M1 Garand были сняты с вооружения Вооружённых сил США началась распродажа складских запасов штыков (в 1983 году штык М5А1 с ножнами продавали по цене 20 долларов 95 центов).

## Описание
Клинок штыка — асимметрично-двулезвийный. Ножны M8A1 — пластмассовые с железным устьем и брезентовым подвесным ремнём.
Существуют 3 разновидности модели штыка: М5, М5-1, М5А1, отличающиеся друг от друга некоторыми деталями механизма крепления к винтовке и отделкой деталей.
Общая длина — 290 мм, длина клинка — 170 мм, ширина клинка — 22 мм.